# Eumyias
Eumyias é um género de ave da família Muscicapidae.

## Espécies
Este género contém as seguintes 11 espécies:
- Eumyias albicaudatus
- Eumyias indigo
- Eumyias thalassinus
- Eumyias additus
- Eumyias panayensis
- Eumyias sanfordi
- Eumyias hoevelli
- Eumyias hyacinthinus
- Eumyias oscillans
- Eumyias stresemanni
- Eumyias sordidus